# Megachile tulariana
Megachile tulariana là một loài Hymenoptera trong họ Megachilidae. Loài này được Mitchell mô tả khoa học năm 1937.